# Климент III (антипапа)
Климент III, в миру Гиберт (Виберт) из Пармы (около 1029 года, Парма — 8 сентября 1100, Чивита-Кастеллана) — антипапа с 25 июня 1080 года по 8 сентября 1100 года, противостоял последовательно Григорию VII, Виктору III, Урбану II и Пасхалию II.

## Ранние годы
Гиберт родился в Парме около 1029 года в знатной семье, родственной маркграфам Каноссы. Принял в юности духовный сан, в 1057 году был назначен императрицей-регентшей Агнессой де Пуатье имперским канцлером Италии. В этом качестве поддержал избрание в 1058 году кандидата «партии реформ» Николая II в противовес антипапе Бенедикту X. Когда в следующем 1059 году Николай II на Латеранском соборе установил новый порядок избрания пап, исключавший участие в этом процессе императорской власти, Гиберт не предпринял никаких действий для пресечения папского «своеволия». Лишь после смерти Николая II в 1061 году Гиберт поддержал партию противников реформ и добился избрания антипапы Гонория II в противовес «реформистскому» папе Александру II. Победа сторонников законного папы Александра II вызвала гневную реакцию императорского двора, и не сумевший добиться торжества имперского кандидата Гиберт был лишён поста канцлера Италии в 1063 году.
Несмотря на опалу, Гиберт продолжал контакты с императорским двором, и в 1072 году император Генрих IV, сын Агнессы, назначил Гиберта архиепископом Равенны. Хотя «партия реформ» и возражала в принципе против светских назначений на кафедры, в данном случае Александр II, по совету Гильдебранда, пошёл на компромисс. В 1073 году Гиберт принёс клятву верности папе Александру II и был утверждён на архиепископской кафедре Равенны.

## Конфликт с Григорием VII и взаимные анафемы
29 апреля 1073 года кардинал Гильдебранд, подлинный лидер «партии реформ», был избран преемником умершего Александра II и принял имя Григория VII. На Великопостном синоде 1074 года по настоянию Григория VII были приняты жёсткие меры против симонии и безнравственности духовенства, и Гиберт Равеннский в числе других участников собора подписал решения собора. Собор потребовал от духовенства строгого соблюдения целибата и удаления с кафедр епископов, продолжавших жить с жёнами или любовницами. Уже в следующем Великопостном синоде 1075 года Гиберт не участвовал, выражая, тем самым, несогласие с реформами Григория.
В январе 1076 года на соборе в Вормсе германские и ломбардские епископы и Генрих IV объявили Григория VII низложенным. В числе участников этого собора был, очевидно, и Гиберт, так как он, в числе прочих мятежных епископов, был отлучён от Церкви папой Григорием VII на ответном Великопостном синоде в апреле 1076 года. Тогда же папа анафемаствовал и императора.
В ответ на эту анафему в апреле 1076 года в Павии собор ломбардских епископов под председательством Гиберта отлучил Григория VII от Церкви. Решение собора и оскорбительное письмо Генриха IV прибыли к Григорию VII одновременно, и папа в ответ вновь отлучил от Церкви Гиберта Равеннского и его главного союзника Теобальда Миланского.

## Понтификат Климента III

### Борьба с Григорием VII
В промежутке между 1076 и 1080 годами Григорий VII и Генрих IV примирились, а затем вновь вступили в конфликт. 25 июня 1080 года в Бриксене собор германских и ломбардских епископов в присутствии императора объявил Григория VII низложенным и избрал на его место архиепископа Гиберта Равеннского. Гиберт принял имя Климента III, а император поклялся ввести нового папу в Рим. В течение последующих месяцев окончательно оформились контуры новой схизмы: Климента III признавали только сторонники Генриха IV, а весь остальной католический мир оставался верным Григорию VII.
После гибели своего противника, антикороля Рудольфа Швабского, Генрих IV смог приступить к исполнению своего намерения по водворению Климента III в Риме. В 1081 году император приступил к Вечному городу, но, обнаружив римлян готовыми сражаться за Григория VII, отступил; ситуация повторилась в 1082 году. Поход Генриха IV спровоцировал феодальный мятеж в Апулии, а капуанский князь Жордан I (князья Капуи традиционно играли важную роль в политической борьбе вокруг папского престола) принёс присягу императору. По призыву Григория VII в Италию спешно вернулся с Балкан Роберт Гвискар, и, не дожидаясь прихода норманнской армии, император вновь отступил от Рима. Климент III остался в Тиволи, продолжая угрожать Риму.
Третий поход Генриха IV против Григория VII оказался удачным для первого. 2 июня 1083 года имперская армия захватила Ватикан с собором святого Петра и утвердилась на правом берегу Тибра, основная (левобережная) часть Рима хранила верность Григорию VII, укрывшемуся в хорошо укреплённым замке Сант-Анджело. Климент III теперь контролировал Ватикан. Попытка собрать собор для примирения противоборствующих пап закончилась безрезультатно: Григорий VII не соглашался на присутствие на соборе отлучённых им епископов, а император, в свою очередь, не допустил на собор явных сторонников Григория.
Патовая ситуация разрешилась 21 марта 1084 года, когда Генрих IV и папа Климент III вступили в Рим, жители которого решили открыть ворота. В Пальмовое воскресение 24 марта 1084 года Климент III был торжественно интронизирован в Латеранском соборе, а через неделю на Пасху, 31 марта 1084 года Климент короновал Генриха IV и его жену Берту императорской короной. Григорий VII по-прежнему находился в Сант-Анджело, а его сторонники удерживали Капитолий, Целий, Палатин и Тибрский остров.
По призыву Григория VII к Риму подступил Роберт Гвискар. Узнав о приближении последнего, император поспешно отступил в Северную Италию, а Климент III укрылся в Тиволи. 24 мая Роберт Гвискар ворвался в Рим и освободил Григория VII. Поскольку Рим изменил законному папе, Роберт отдал город на разграбление своим воинам. Римляне в ответ подняли восстание, и норманны, спасая свои жизни, подожгли город. После этого катастрофического пожара Роберт Гвискар и Григорий VII уже не могли оставаться в Риме: после неудачной попытки взять Тиволи они отступили на юг. Григорий VII уже никогда не вернулся в Рим и умер годом позже 25 мая 1085 года в Салерно. Климент III после ухода норманнов вновь занял Рим. Таким образом, противоборство Климента III и Григория VII закончилось победой антипапы.

### Противостояние с Виктором III
Климент III контролировал Рим в течение всего 1085 года, но затем был изгнан горожанами. Сторонники покойного Григория VII, поддерживаемые Жорданом I Капуанским и Матильдой Тосканской, собрались на собор на Пасху 1086 года и избрали новым папой Дезидерия, аббата Монте-Кассино, провозглашённого Виктором III. В это же время герцог Апулии Рожер I Борса, кандидата которого «партия реформ» отказалась возвести на кафедру в Салерно, освободил имперского префекта Рима, содержащегося под стражей с 1084 года. Возвращение префекта в Рим спровоцировало волнения, интронизация Виктора III была сорвана, а сам папа бежал в Монте-Кассино. На опустевший престол вернулся Климент III.
В течение последующего года «партия реформ» сумела перетянуть на свою сторону Рожера Борсу, назначив его кандидата архиепископом Салерно. Соединённая армия Апулии и Капуи захватила Рим, а Климент III со своими сторонниками укрылись в хорошо укреплённом Пантеоне. 9 мая 1087 года Виктор III был возведён на папский трон в соборе святого Петра, но уже через две недели он вновь отбыл в Монте-Кассино. Климент III вновь овладел властью в Вечном городе.
В июне-июле 1087 года папе Виктору III пыталась вернуть трон его преданная союзница Матильда Тосканская, но её армия была блокирована Климентом III на Тибрском острове. В июле Виктор III в последний раз бежал из Рима и вскоре умер в Монте-Кассино 16 сентября 1087 года. Таким образом, в продолжение своего короткого понтификата (1086—1087) Виктор III присутствовал в Риме несколько месяцев, а Климент III уверенно контролировал город.

### Последующие годы
Следующий папа из «партии реформ» Урбан II был избран только в марте 1088 года. Так как Климент III по-прежнему правил Римом, избрание и интронизация Урбана II состоялись в Террачине. В ноябре 1088 года соединённая армия Апулии и Капуи вошла в Рим, но вскоре Урбан II был блокирован сторонниками Климента III на Тибрском острове. Осенью 1089 года Урбан II, подобно двум своим предшественникам, бежал из Рима, оставив Климента III хозяином города. В 1089 году Климент III созвал в Риме собор своих сторонников, на котором снял все анафемы с императора Генриха IV.
В течение последующих лет Урбан II, путешествовавший по Южной Италии и Франции, приобретал всё больший авторитет, а император Генрих IV, покровитель Климента III, слабел в борьбе со своими противниками. На Пасху 1094 года Урбан II сумел занять Рим и водвориться в Латеранском дворце, а в руках Климента III и его сторонников оставался только замок Сант-Анджело. Последний был взят сторонниками Урбана II только в 1098 году, и с этого времени Климент III удалился в Равенну, так и не отказавшись от своих претензий.
После смерти Урбана II и избрания Пасхалия II Климент III, надеясь вновь овладеть кафедрой, двинулся на Рим. По пути, в Чивита-Кастеллана он заболел и умер 8 сентября 1100 года. Его сторонники избрали нового антипапу Теодориха.
В течение своего понтификата Климент III противостоял, порой достаточно успешно, четырём папам из «партии реформ»: Григорию VII, Виктору III, Урбану II и Пасхалию II. В 1084—1094 годах с небольшими перерывами именно Климент III контролировал Рим, а его противникам удавалось только на короткое время войти в город с помощью военной силы. Тем не менее, Климент III в глазах большинства католического мира оставался антипапой, марионеткой в руках императора Генриха IV. Более того, противостоя «партии реформ», Климент III неизбежно воспринимался как противник самих реформ, защитник симонии и безнравственности в среде духовенства.
Антипапа Климент был адресатом знаменитого канонического послания киевского митрополита Иоанна II. В этот период Русь контактировала с Генрихом IV (за него вышла замуж дочь Всеволода Ярославича Евпраксия).